# Pelota a paleta

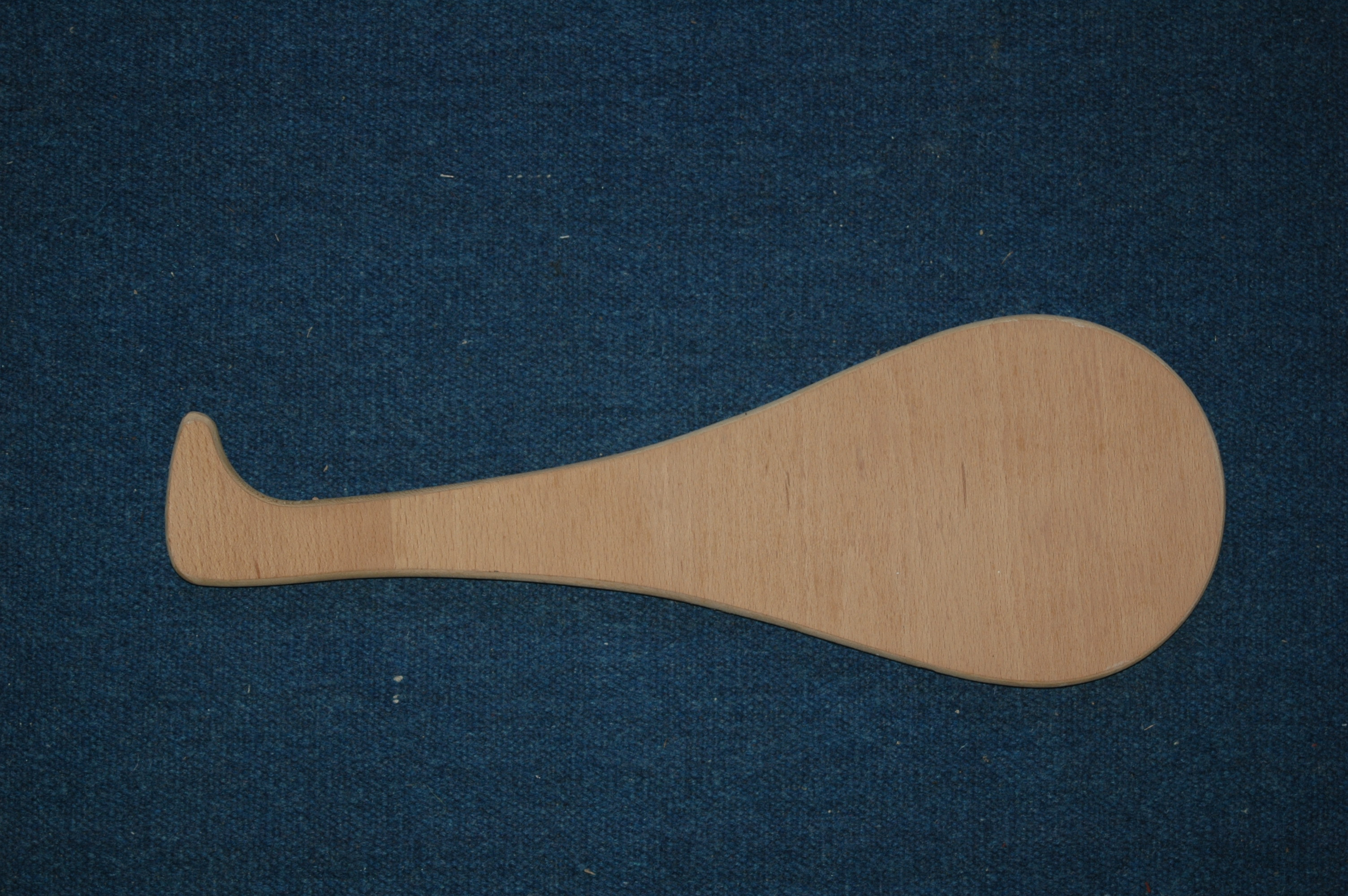
Tipo di racchetta chiamato paleta

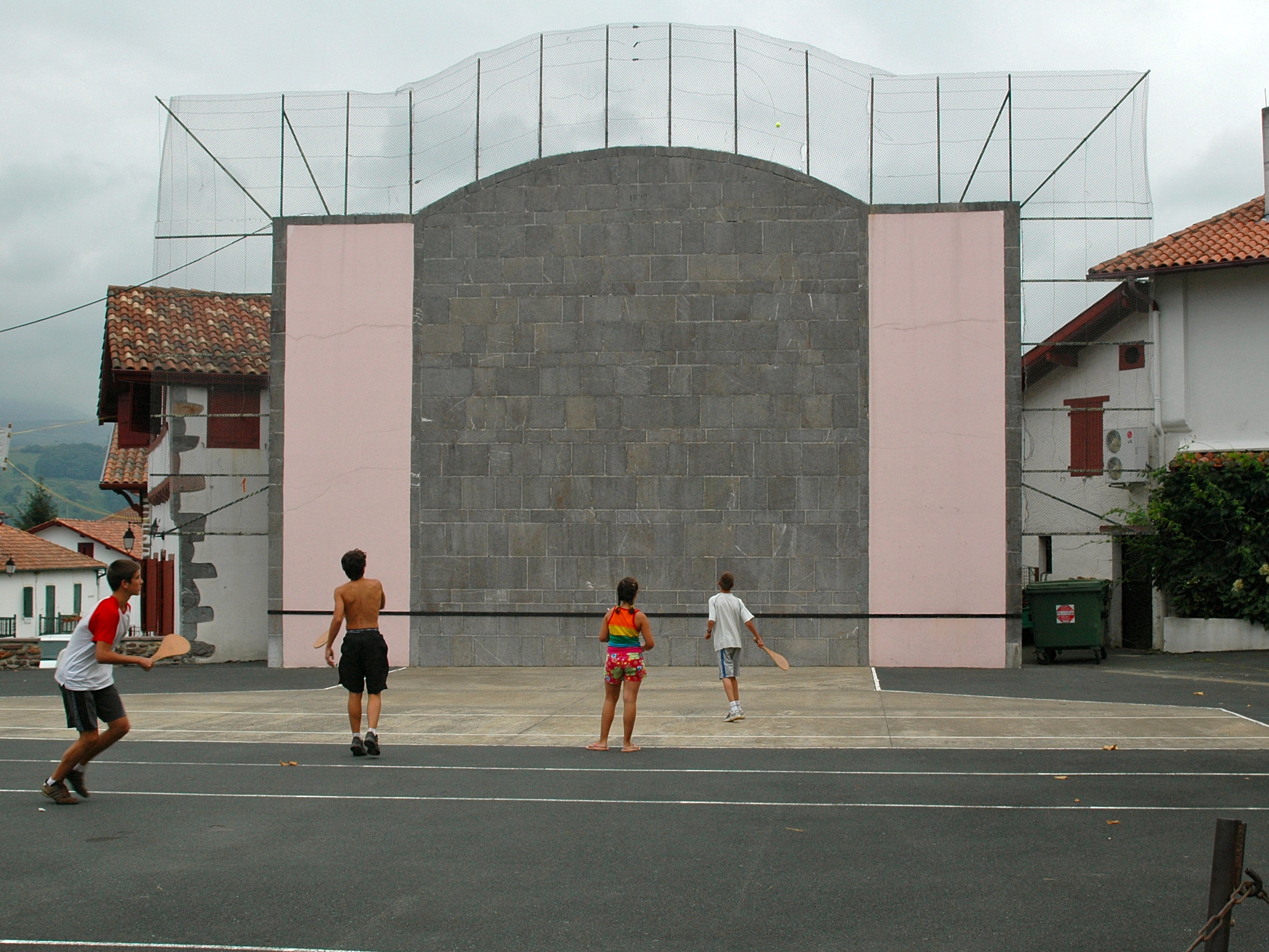
Giovani giocatori

La pelota a paleta è una specialità sferistica di palla basca.

## Regolamento
Questa disciplina agonistica è praticata in sferisterio, all'aperto o al coperto, con racchetta di legno a piatto solido lunga mezzo metro e si gioca in quattro tipi di regolamenti simili tra loro ma con differenze che danno ai professionisti la possibilità di specializzarsi in una o più forme di gioco che prevalentemente si praticano in doppio ossia i contendenti in campo sono due contro due.
- 1-La forma di gioco con palla in cuoio del peso di 50-52 g e diametro 4,6-4,8 cm. si pratica su campo lungo 36 m delimitato da muro frontale e laterale dove gli atleti devono far rimbalzare la palla per spiazzare gli avversari. La racchetta pesa massimo 6 etti. La partita è vinta da chi totalizza 40 punti.
- 2-La forma di gioco con palla in gomma del peso di 35-40 g e diametro 4,2-4,4 cm. si pratica su campo lungo 30 m La racchetta pesa massimo mezzo chilo. La partita è vinta da chi totalizza 30 punti.
- 3-La forma di gioco con racchetta di massimo 8 etti, chiamata pala dagli spagnoli, con palla in cuoio del peso di 85-90 g e diametro 5,6-5,8 cm. si pratica su campo lungo 36 m La partita è vinta da chi totalizza 40 punti.
- 4-La forma di gioco con racchetta di massimo 8 etti che si pratica su campo lungo 54 m e con palla uguale alla precedente descrizione. La partita è vinta da chi totalizza 45 punti.

## I campioni
Tra i professionisti di sempre ricordiamo questi campioni:
- Juan Pablo García
- Óscar Insausti
- Gerardo Romano